# Cylindr (klobouk)

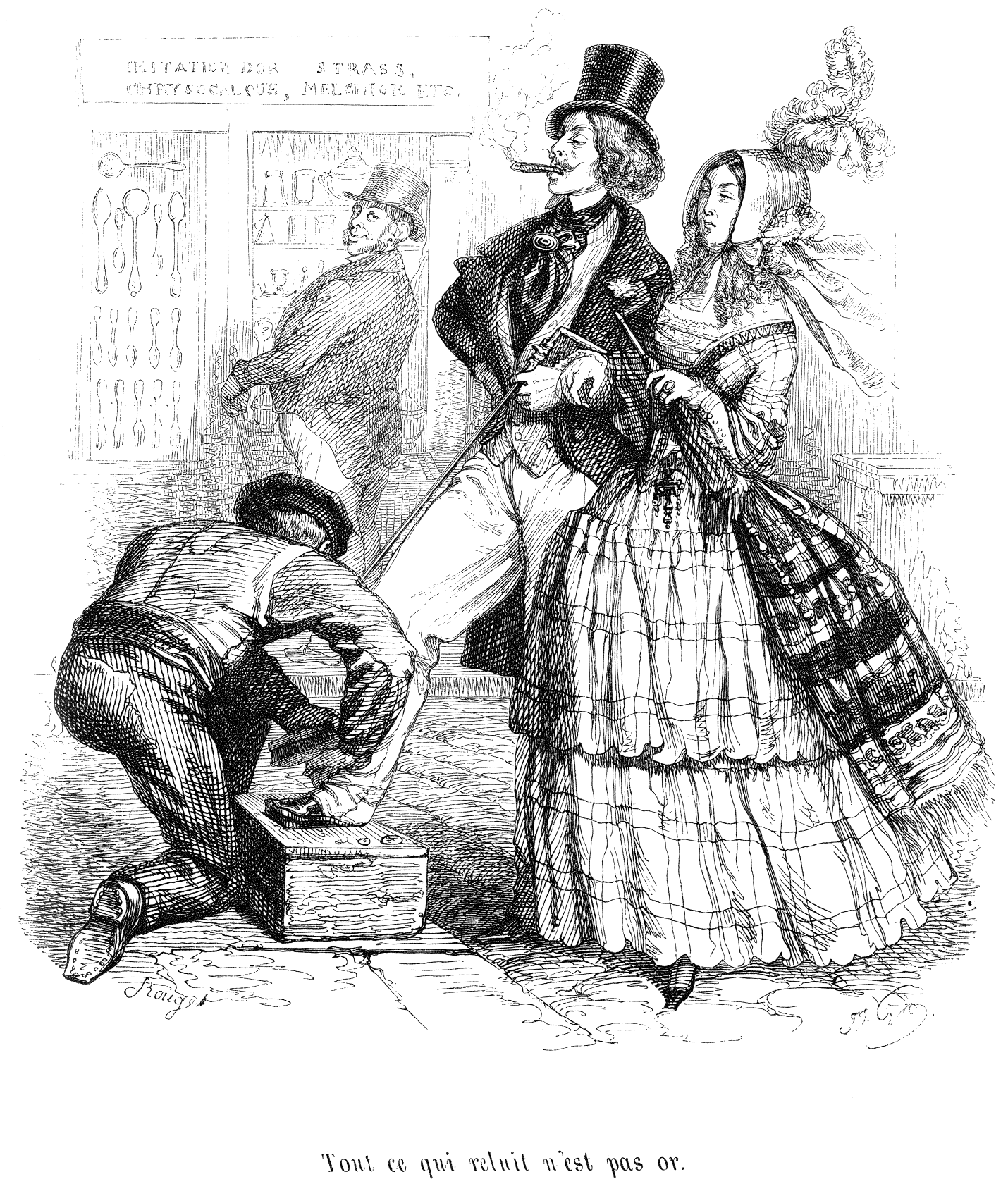
Muž s cylindrem na dobové kresbě z roku 1845

Cylindr je pánský vysoký klobouk válcovitého tvaru s plochým vrškem a širokou krempou. Rozšířil se v 19. a na počátku 20. století, v současnosti se nosí pouze při slavnostních příležitostech jako doplněk k fraku.

## Dějiny

### Vznik cylindru
První cylindr vyrobil a na ulici v něm vyšel anglický kloboučník John Hetherington v roce 1797. Jeho módní novinka způsobila senzaci i veřejné pohoršení: "Bylo to obrovské překvapení, protože jeho cylindr způsobil doslova poprask, když se poprvé objevil v londýnských ulicích. Jeho nositelem byl prodejce galanterie John Hetherington, který ho navrhl, vyrobil a také byl prvním člověkem, který v něm vyšel na ulici. Podle dobového svědectví v novinách začali kolemjdoucí při pohledu na klobouk panikařit. Několik dam omdlelo, děti křičely, psi štěkali a mladý poslíček si zlomil ruku, když ho převálcoval dav. Hetherington byl předveden před soud kvůli tomu, že na hlavě měl "vysokou konstrukci, jejíž zářivé odlesky měly vystrašit plaché a skromné lidi." Samozřejmě, že to bylo mnoho povyku pro nic."
Klobouk má svůj původ v pokrývce hlavy, kterou nosili puritáni a kvakeři, členové protestantských sekt. Kvakerský klobouk byl však nižší a měl mnohem širší stříšku než dnešní cylindr. Cylindr jak ho známe dnes se začal vyrábět z filcu vyrobeného z bobří kožešiny. Později se však díky vlivu prince Alberta, manžela královny Viktorie, začaly vyrábět cylindry i z hedvábí.

### Vrcholné období

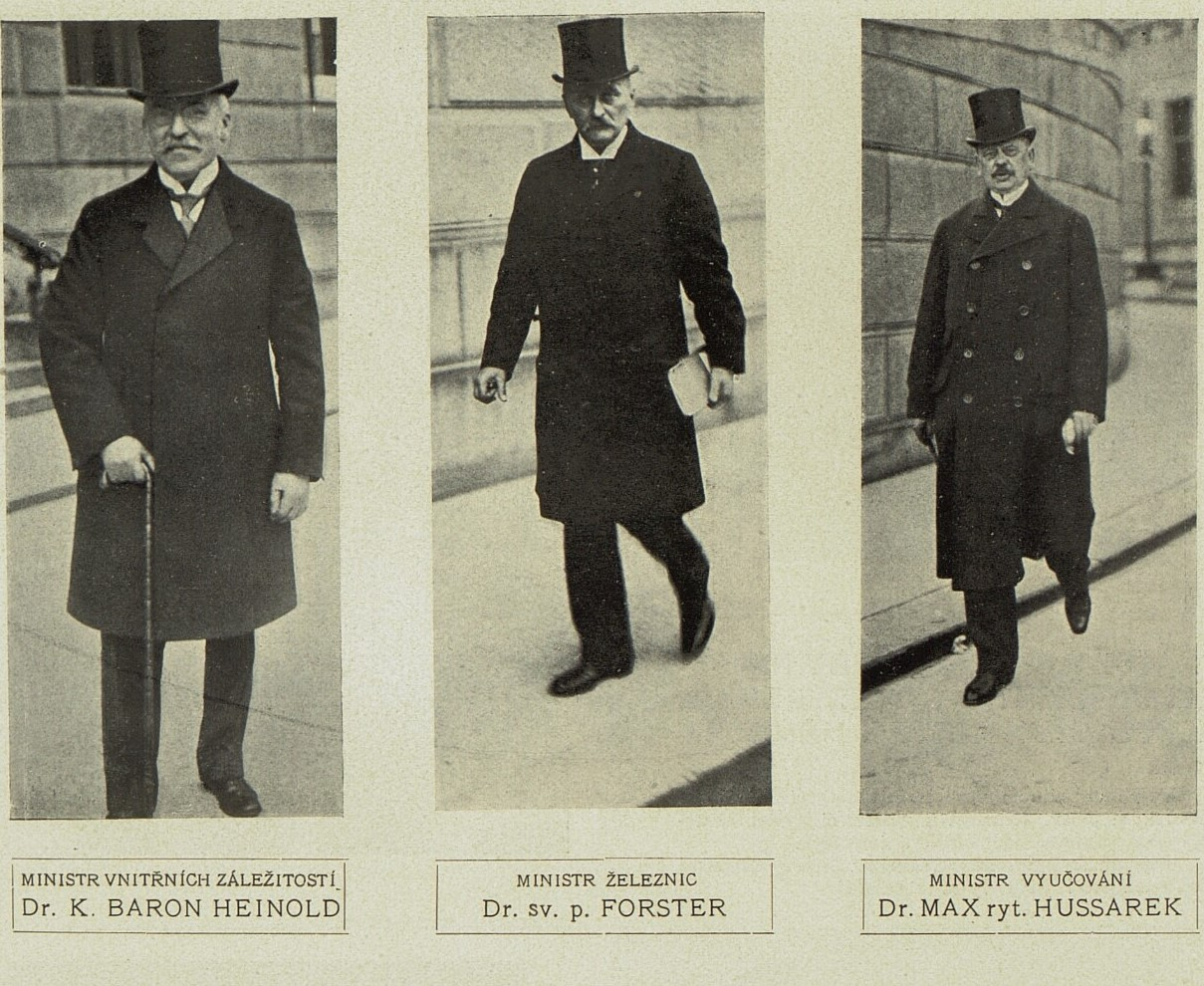
Rakousko-uherští ministři v cylindrech (1911)

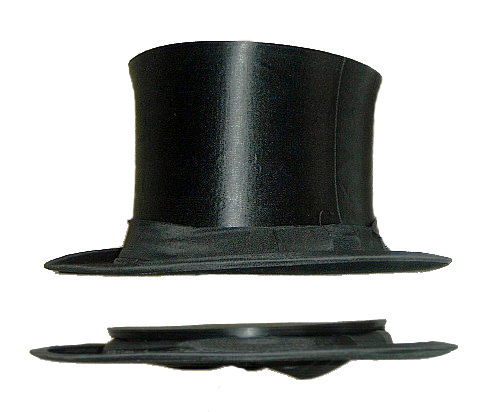
Skládací cylindr (klak)

V 19. století se v Spojených státech amerických rozšířila modifikace cylindru známá jako stovepipe hat. Tyto klobouky byly vyšší než cylindry, avšak na spodku a vrcholu nebyly rozšířené, a tak připomínaly komín (anglicky pipe). Takový klobouk nosil např. americký prezident Abraham Lincoln. 
Další modifikace měla v sobě zabudovanou drátěnou konstrukci, která umožňovala, aby se dal složit naplocho. Takovým kloboukům se v angličtině říkalo opera hats nebo Gibbus. V češtině se pro skládací cylindr užíval výraz klak (z francouzského chapeau claque).

### Ústup z módy
Ve druhé polovině 19. století cylindry začaly vycházet z módy. Střední vrstvy začaly nosit buřinky (anglicky bowler hats) nebo měkké filcové klobouky známé jako borsalino. Tyto klobouky byly vhodnější pro městský způsob života a také byly vhodnější pro masovou produkci. Naopak cylindr musel být vyroben ručně a zkušeným kloboučníkem.
Cylindr se stal symbolem vyšších společenských vrstev a tím pádem i terčem satiristů a společenských kritiků. Ke konci první světové války se cylindry staly raritou v každodenním životě. Používal se nadále výhradně při večerních slavnostních příležitostech, kdy muž oblékal smoking nebo frak.

### Dámský cylindr
Ve 30. letech 20. století byl módní dámský cylindr – dámský klobouk válcovitého tvaru.

## Zajímavosti
- Přestože cylindr vymizel z běžného života přibližně ve 30. letech 20. století, jeho využívání v politických a diplomatických kruzích přetrvalo déle. Po vzniku Sovětského svazu se mezi sovětskými diplomaty strhla vášnivá debata o tom, zda by se i oni měli podřídit mezinárodním konvencím a nosit cylindr.[kdo?][zdroj?] Cylindry však i zde zvítězily.
- Cylindr je jednou z figurek ve společenské hře Monopoly.
- Pojmenování klobouku slovem cylindr vychází z jeho řeckého κύλινδρος a latinského cylindros/cylindrus původu, kde znamená válec.
- Cylindr je metonymie, když slouží k pojmenování skleněného chrániče světla petrolejové n. plynové lampy.
- Cylindr je nazýván posměšně: glancputýnka (glanc - lesklá, putýnka - válcová dutá nádoba, nejčastěji na vodu, originálně dřevěná).
- Cylindr byl zmíněn ve filmu: Lásky mezi kapkami deště (1979) v básničce, kterou složil mladík Kajda (Lukáš Vaculík) pro dívku Páju (Tereza Pokorná-Herzová): Milanka v cylindru Ve škvírách okenic, ve střepech zrcadla, hledám tě čím dál víc. Kam jsi se propadla? Milenko v cylindru! Ňadra máš podobná skořápkám kokosu, tvé oči přirovnám k nádobkám na rosu. Milenko v cylindru! Zmaten a stále sám pobíhám po stráni, horečně vzpomínám na naše setkání. Milenko v cylindru!
- Ve filmu Tři veteráni (1983) je červený cylindr jedním z kouzelných předmětů, který dokáže přičarovávat věci.
- Doktor QQ – záporný hrdina kresleného seriálu Vojtěcha Steklače Mořští vlci v časopise Ohníček (1968-1974) nosí černý cylindr, který obsahuje vysílačku, kterou pomocí myšlenek ovládá kyborgy, které vyrábí pomocí modrých paprsků smrti z živých bytostí.

## Významní nositelé
Cylindr si během mnoha let jeho existence oblíbily různé známé osobnosti, vyskytuje se i v uměleckých dílech. Mezi jeho nejznámější nositele patří:
- Hans Christian Andersen, dánský spisovatel a pohádkář
- Fred Astaire, americký herec a filmová hvězda
- Isambard Kingdom Brunel, anglický inženýr
- Marc Bolan, zpěvák anglické hudební skupiny T.Rex
- Boy George, anglický zpěvák
- Marlene Dietrichová, německá herečka
- Abraham Lincoln, šestnáctý prezident Spojených států amerických
- Ebenezer Scrooge, literární postava z novely Charlese Dickense Vánoční koleda
- Strýček Skrblík, postava z pohádek Walta Disneyho
- Strýček Sam, národní personifikace Spojených států amerických
- Willy Wonka, postava z knihy Roalda Dahla Willy Wonka a továrna na čokoládu
- Slash, kytarista Guns N 'Roses, Slash's Snakepit a Velvet Revolver

A mnozí další.

## Galerie

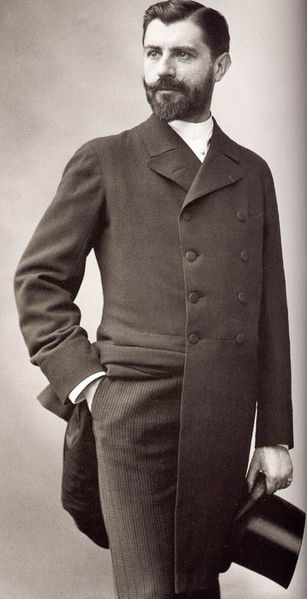
Muž ve vycházkovém obleku a s cylindrem v ruce
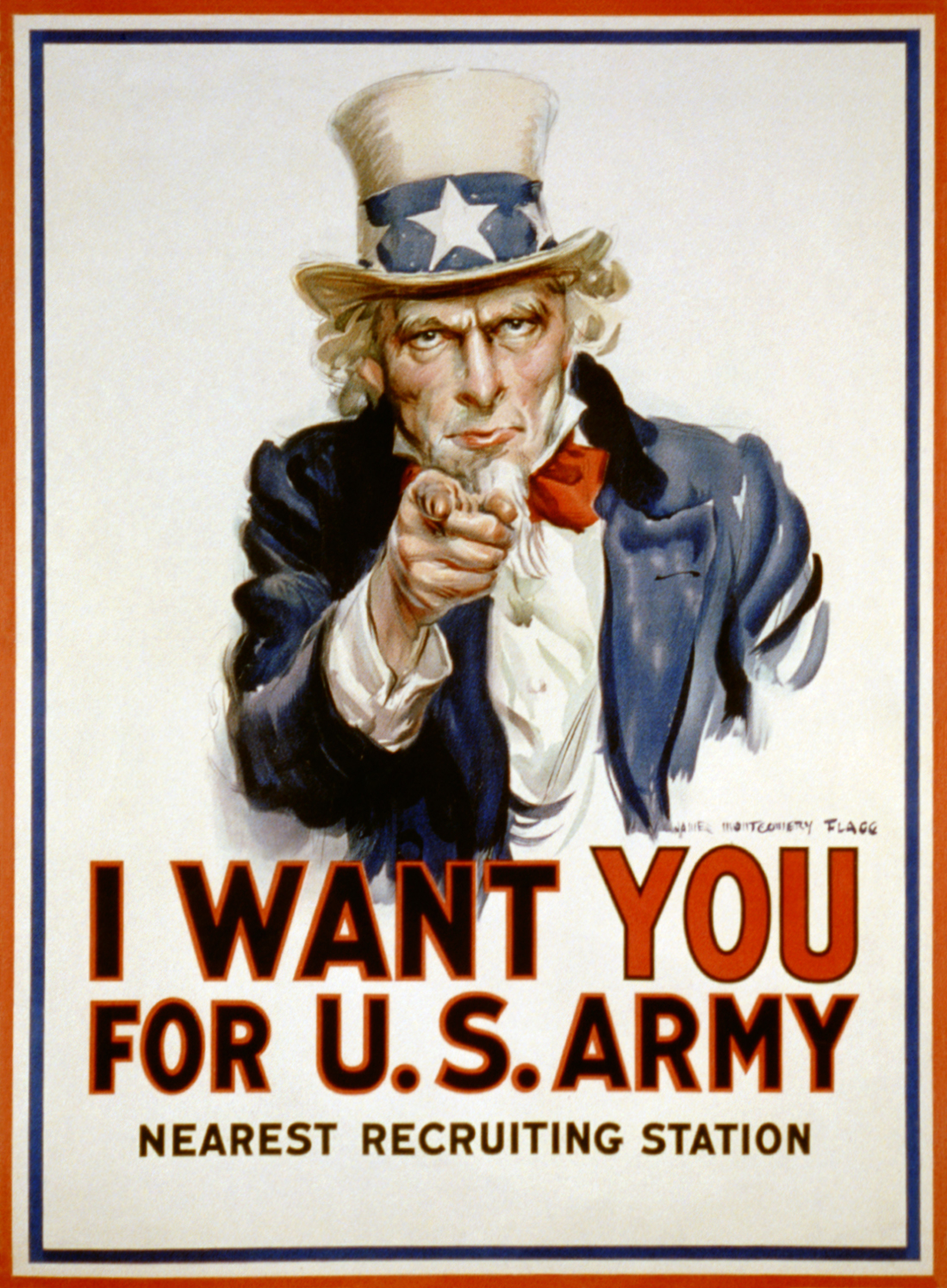
Strýček Sam